# Estação de Baguim
Baguim é uma estação do Metro do Porto situada na freguesia de Baguim do Monte, no concelho de Gondomar, em Portugal. É a quarta estação de metropolitano no território gondomarense e a única na freguesia de Baguim.